# Соцземледельский
Соцземледе́льский — посёлок в Балашовском районе Саратовской области, административный центр Соцземледельского муниципального образования.

## География
Находится на расстоянии примерно 33 км (по прямой) на восток-северо-восток от районного центра города Балашов.

## История
Официальная дата основания 1932 год. В июне указанного года на базе участка № 39 совхоза Александровский был организован совхоз «Соцземледелие» с центральной усадьбой в поселке Кирпичева. В это время в совхозе насчитывалось 7 небольших свиноферм, одна коровья ферма и конный цех. В этом же году открылась небольшая школа.

## Население
| 2002 | 2010  |
| ---- | ----- |
| 1139 | ↘1084 |

Постоянное население составило 1139 человек (русские 91 %) в 2002 году, 1084 человека в 2010 году.